# Calcio Spalato
Calcio (odnosno Calcio Spalato) je bio popularni naziv za nogometni klub talijanaša odn. autonomaša u Splitu. 

## Nastanak društva Edera
Potaknuti i pomagani djelovanjem talijanskih sportskih društava iz Trsta i Zadra, splitski talijanaši u prvom desetljeću 20. stoljeća osnivaju svoje sportsko društvo pod imenom "Edera" (Bršljan). U sklopu društva bilo je više sportskih sekcija, među kojima i nogometna - koju je osnovao dr. Ernest Ilić.

Sezione di calcio "Edera" (Nogometna sekcija "Bršljan"), prvi je nogometni klub osnovan u gradu Splitu. Cijelo vrijeme svoga postojanja klub djeluje kao nogometna protuteža hrvatskim strukturama u Splitu koji su osnovali Hajduka i Anarha.

## Prva splitska utakmica
Videći sve aktivnije djelovanje splitskih talijanaških sportaša, nije trebalo dugo čekati "odgovor" splitskih Hrvata i osnivanje hrvatskog nogometnog kluba. U veljači 1911. osniva se Hajduk. U prvom međusobnom susretu, 11. lipnja 1911. igrajući protiv gradskog, športskog i političkog protivnika - Hajduka, Edera je izgubila utakmicu s 9:0.
Utakmica je bila silno značajna ne samo u športskom smislu, već i zbog političkog značaja i prestiža. Pobjeda Hajduka bila je još jedan oblik trijumfa hrvatskog narodnog pokreta u Splitu. 

## Djelovanje kluba
U narednim godinama tolomaši su svoje djelovanje nastavili u svom nogometnom klubu Edera. Od osnutka pa do kraja svog djelovanja, Edera je sve svoje utakmice i treninge održavala na tadašnjem Vojnom vježbalištu, poznatom i kao Krajeva njiva - kasnijem igralištu Hajduka. 
 Utakmice Edere sa splitskim nogometnim klubovima toga doba - Hajdukom, Unitasom i Anarhom (preteča RNK Split), bile su uvijek pune naboja, a okršaji često nisu završavali samo unutar nogometnog igrališta. Najžešće sukobe igrači Edere imali su s Anarhovcima. Fizički obračuni su bili oštri, a nerijetko bi u njima sudjelovali i roditelji igrača. 

Godine 1913. Edera je igrala dva prijateljska susreta protiv Hajduka. Izgubili su obje utakmice rezultatima 0:7 i 2:6.

## Raspuštanje Edere
Objavom rata Austro-Ugarskoj 23. svibnja 1915. od strane kraljevine Italije, dolazi do raspuštanja svih talijanskih društava na području Carevine. Tako je raspuštena i Edera.

## Poznatiji igrači
Poznatiji nogometaši Edere bili su:
dr. Ivić, Polli, Bortolazzi, Maier (igrač zagrebačkog HAŠK-a), Piscitelli, Guina, Ševeljević, Jelić, Sanzin, Kimelevski, Riboli, Busić, Bonavia, Montiglia, Forbicetta...